# Target (Allier)
Target ist ein zentralfranzösischer Ort und eine Gemeinde (commune) mit 247 Einwohnern (Stand 1. Januar 2022) im Département Allier im Norden der Region Auvergne-Rhône-Alpes (vor 2016 Auvergne). Sie gehört zum Arrondissement Vichy und zum Kanton Gannat.

## Lage
Target liegt in der Landschaft des Bourbonnais etwa 35 Kilometer nordwestlich von Vichy. Umgeben wird Target von den Nachbargemeinden Voussac im Norden, Monestier im Osten und Südosten, Chirat-l’Église im Süden, Vernusse im Südwesten, Blomard im Westen sowie Saint-Marcel-en-Murat im Nordwesten.
Durch die Gemeinde führt die Autoroute A71. 

## Bevölkerungsentwicklung
| Jahr                       | 1962 | 1968 | 1975 | 1982 | 1990 | 1999 | 2006 | 2011 | 2019 |
| Einwohner                  | 470  | 401  | 345  | 270  | 264  | 249  | 256  | 276  | 254  |
| Quellen: Cassini und INSEE |      |      |      |      |      |      |      |      |      |

## Sehenswürdigkeiten
- Kirche Saint-Marien aus dem 12. Jahrhundert, seit 1929 Monument historique
- Schloss Verzun
- Schloss Boussac
- Mühle von La Cout

Siehe auch: Liste der Monuments historiques in Target (Allier)

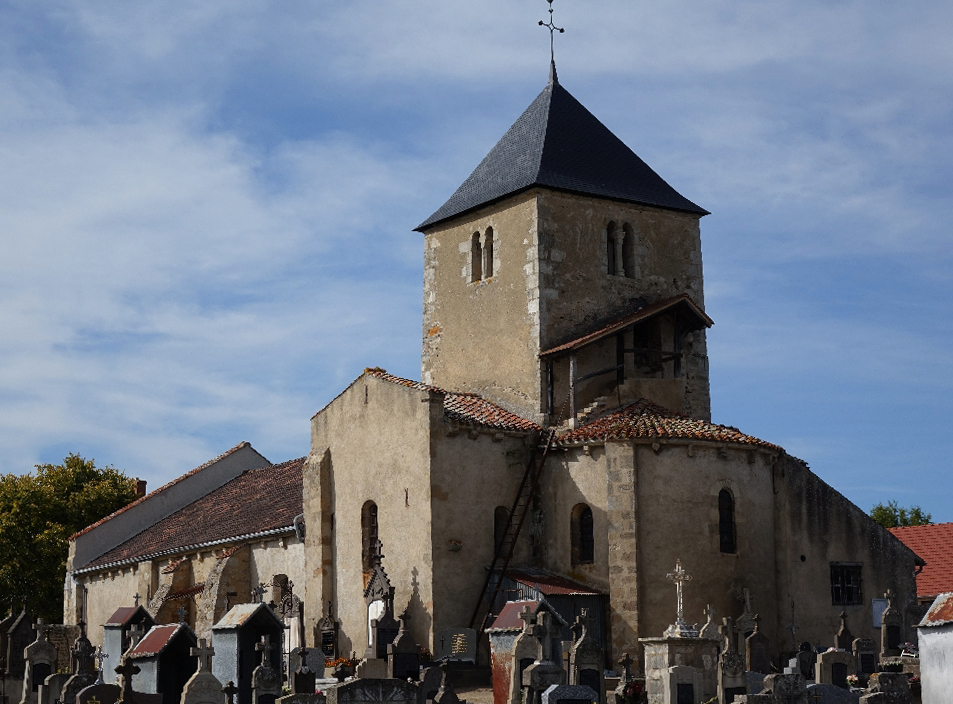
Kirche Saint-Marien